# Ville nouvelle

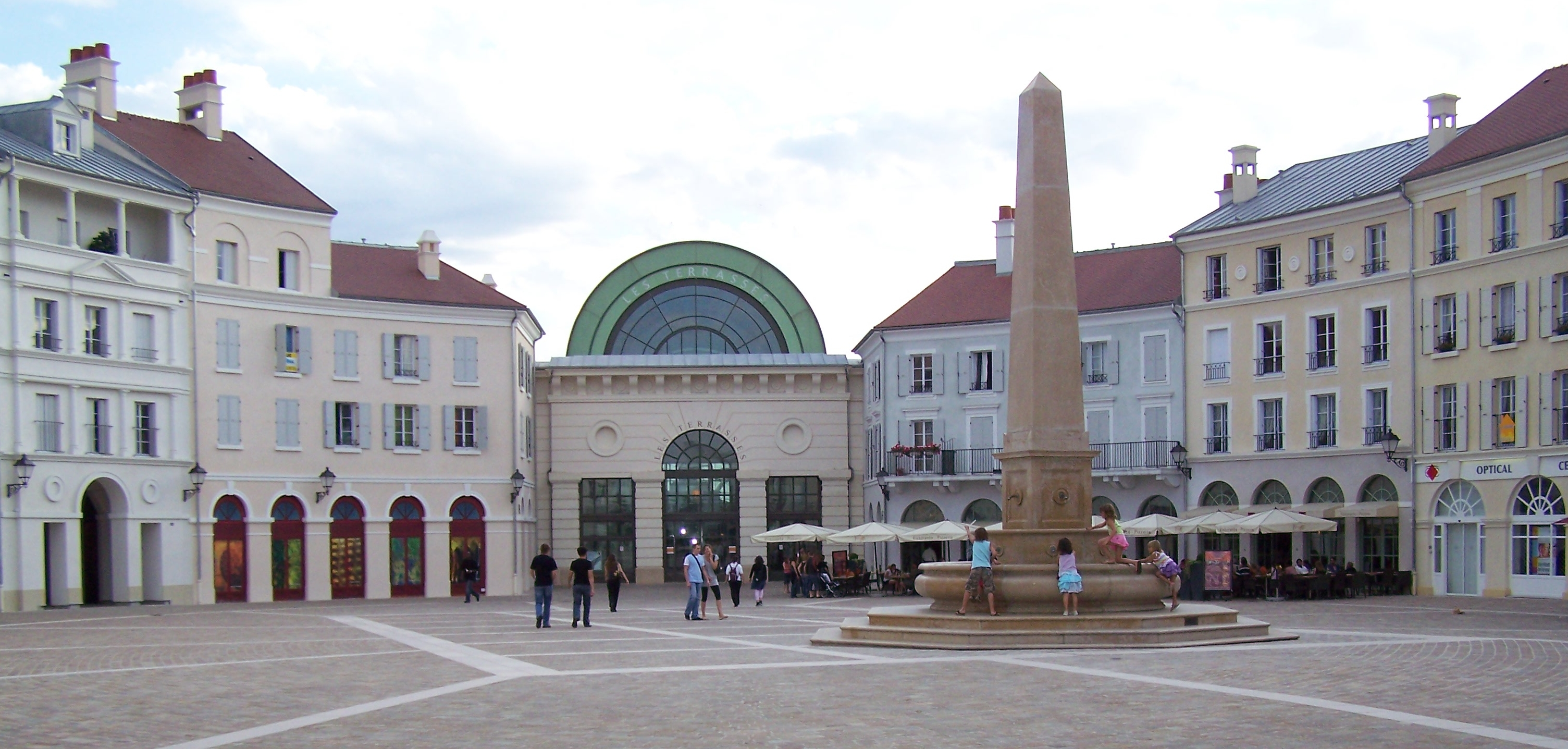
Place Toscanes, Serris

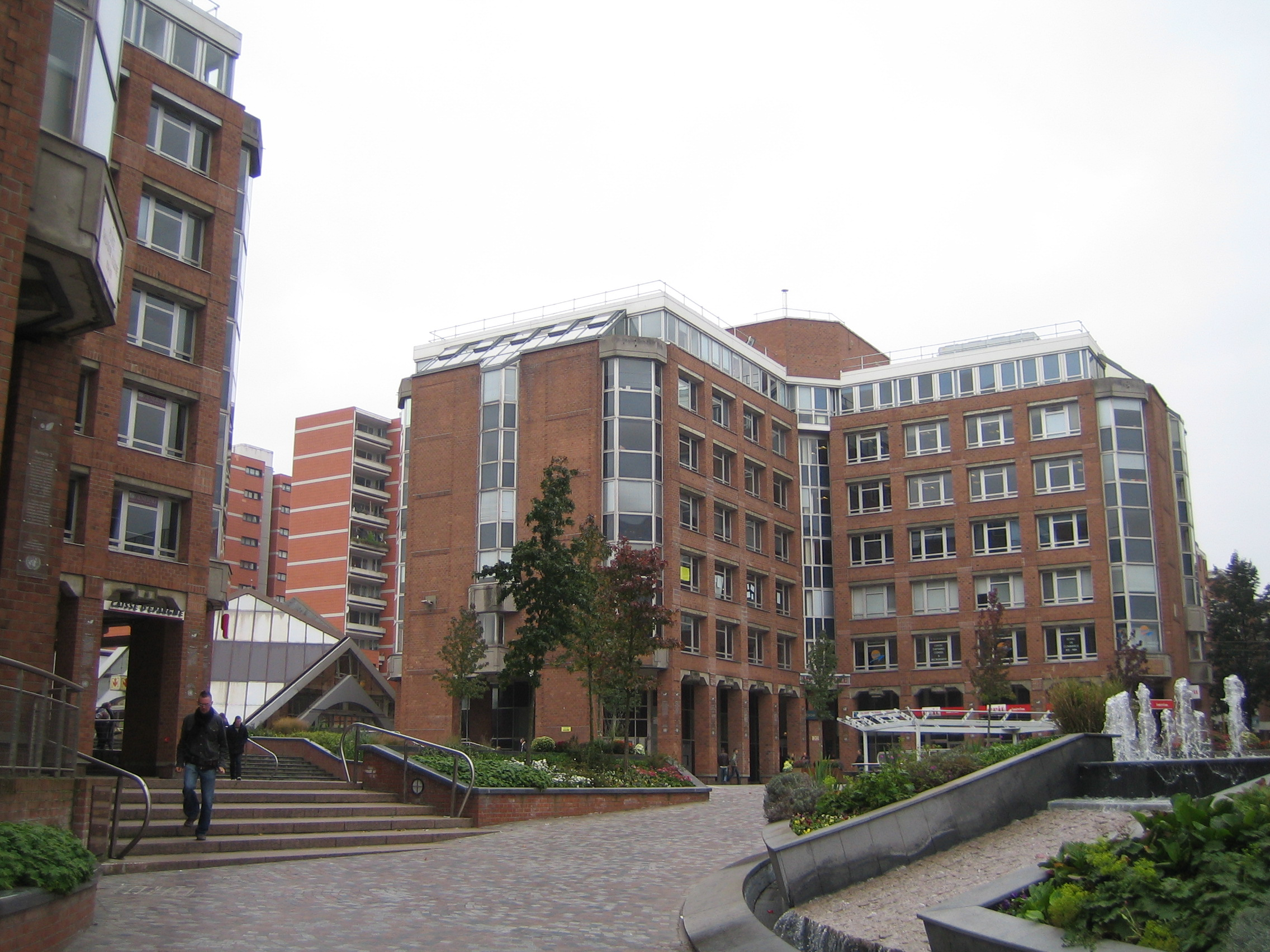
Place Salvador Allende, Villeneuve-d'Ascq

Villes nouvelles är i Frankrike en administrativ indelning skapad för att underlätta stadsplaneringen då kommunerna ofta är för små för att klara av större urbaniseringssatsningar på egen hand. Indelningen i villes nouvelles löper parallellt med traditionell administrativ indelning såsom regioner, departement och kommuner. Exempelvis ligger kommunen Serris i departementet Seine-et-Marne, vilket är en del av regionen Île-de-France. I och med skapandet av ville nouvelle Marne-la-Vallée blev Serris hänfört även dit, och då Marne-la-Vallée är indelat i 4 sektorer varav Val d'Europe är en, så hör Serris hemma också där.
I Frankrike finns 9 stycken så kallade Villes nouvelles (nya städer): 
- I Parisregionen Île-de-France återfinns : Sénart, Saint-Quentin-en-Yvelines, Évry, Cergy och Marne-la-Vallée.
- Utanför Parisregionen återfinns Etang-de-Berre (väster om Marseille) och L'Isle-d'Abeau (öster om Lyon), vilka fortfarande betecknas som "Villes nouvelles" samt Villeneuve-d'Ascq (öster om Lille), och Val-de-Reuil (100 km nordväst om Paris i riktning mot Rouen), vilka sedan ett flertal år ur juridisk synvinkel har lämnat stadiet "Ville nouvelle" och omvandlats till kommuner.

Den politiska grunden till de franska Villes nouvelles lades i mitten av 1960-talet och syftet var att få ett verktyg att planera storstadsregionernas tillväxt. 1965 hade Parisregionen 8,5 miljoner invånare, och man planerade vid den tiden att Paris år 2000 skulle ha 14 miljoner invånare. Värt att ha i åtanke är att Frankrike än i dag (2009) har drygt 36 000 kommuner, var och en med borgmästare (Maire) och övriga folkvalda ledamöter, vilka alla tenderar att dra åt sitt eget håll. Franska kommuner kan vara mycket små både till yta och till befolkning, och en yta på 1 kvadratkilometer eller mindre, är inte ovanligt.
Paul Delouvrier fick i direkt uppdrag av Charles de Gaulle att i Parisregionen "skapa ordning i oredan", det vill säga att stoppa den okontrollerade urbaniseringen genom att föreslå institutionella, finansiella och stadsplanemässiga indelningar för att på så sätt organisera utvecklingen.
De olika "villes nouvelles" skiljer sig åt vad gäller organisationen. Exempelvis så sträcker sig Marne-la-Vallée (öster om Paris) över 3 departement, är indelat i 4 sektorer och består av 27 kommuner, vilka inte har sammanslagits men väl ingått i olika samarbetsformer. Så kallade Syndicats d'Agglomération Nouvelle (SAN), finns i sektorerna 2 (Val Maubée) och 4 (Val d'Europe) medan sektorerna 1 (Porte de Paris) och 3 (Val de Bussy), har andra, lösare samarbetsformer. I andra "villes nouvelles" har kommunsammanslagningar förekommit, och sektorsindelning som exempelvis i Marne-la-Vallée förekommer inte alltid.
Endast 3 "villes nouvelles", Marne-la-Vallée, Sénart och l’Isle-d’Abeau (2000) har kvar sin fulla, ursprungliga status som "ville nouvelle" då man anses ha kvar en stor utvecklingspotential, och staten har därmed stort inflytande på etableringar och bygglov. I Marne-la-Vallée anses sektor 1, Porte de Paris som färdigutvecklad medan framförallt Val d'Europe har stor utvecklingspotential kvar.
I de "villes nouvelles" vilka ännu inte omvandlats till kommuner, röstar invånarna i kommunalvalet i de ingående kommunerna i sin respektive kommun. Varje kommunfullmäktige utser sedan ett antal ledamöter att representera kommunen i det organ, Syndicat d'agglomération nouvelle (SAN), vilket styr samarbetet i respektive "ville nouvelle".